# Kouty (Bénin)
Pour les articles homonymes, voir Kouty.
Kouty est l'un des sept arrondissements de la commune d'Avrankou dans le département de l'Ouémé au Bénin.

## Géographie
L'arrondissement de Kouty est situé au sud-est du Bénin et compte 8 villages que sont Affomadje-kada, Gbagla-ganfan, Gbagla-koke, Gbohoungbo, Kouti-karo, Kouti-logon, Loko-dave et Tokpo.

## Démographie
Selon le recensement de la population de 2013 conduit par l'Institut national de la statistique et de l'analyse économique (INSAE), Kouty compte 18312 habitants .